# Le Chemin du cœur

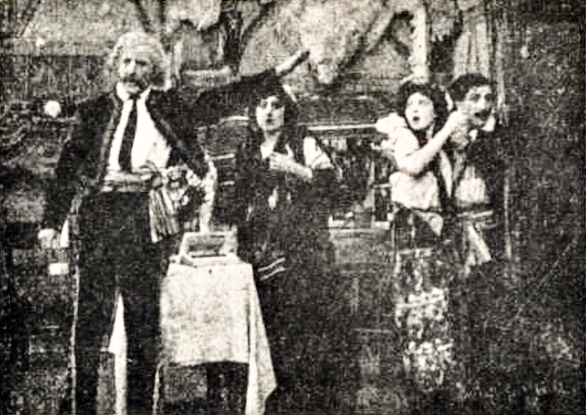
Extrait du film Le Chemin du cœur (The Road to the Heart), 1909

Le Chemin du cœur (The Road to the Heart) est un film muet américain réalisé par D. W. Griffith, sorti en 1909.

## Synopsis
Un fermier mexicain découvre, lorsque sa femme et sa fille le quittent, qu'il lui est impossible d'avoir de bons repas...

## Fiche technique
- Titre : Le Chemin du cœur
- Titre original : The Road to the Heart
- Réalisation et scénario : D. W. Griffith
- Société de production et de distribution : American Mutoscope and Biograph Company[1]
- Photographie : Arthur Marvin
- Pays :  États-Unis
- Format[2] : Noir et blanc - Muet - 1,33:1[3] ou 1,37:1[4] - 35 mm[3],[4]
- Longueur de pellicule : 618 pieds (188 mètres[3])
- Durée : 7 minutes (à 16 images par seconde)[2]
- Genre : inconnu
- Date de sortie : 5 avril 1909

## Distribution
Les noms des personnages proviennent de l'Internet Movie Database.
- Anita Hendrie : Vinuella
- Herbert Yost : Jose
- David Miles : Miguel
- John R. Cumpson : un Chinois
- Arthur V. Johnson : un cowboy
- Florence Lawrence : une mexicaine
- Mack Sennett : un cowboy

## Autour du film
Les scènes du film ont été tournées les 4 et 5 mars 1909 dans le studio de la Biograph à New York.